# Печінкові сисуни

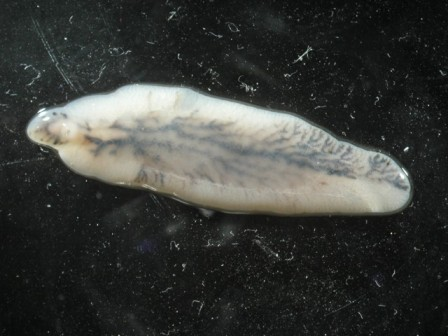
Fasciola hepatica

Печінкові сисуни (англ. liver fluke) — поліфілетична група трематод (клас плоских червів). Мають 2 присоски на кінцях тулуба. Дорослі печінкові сисуни зазвичай мешкають в печінці різноманітних ссавців, включаючи людину. Ці гельмінти паразитують у жовчних протоках, жовчному міхурі та паренхимі печінки, харчуються кров'ю. Дорослі сисуни відкладають яйця, які потрапляють до кишки і, таким чином, виводяться назовні. Є біогельмінтами. Потрапивши у воду через певний час заковтуються  прісноводними молюсками. Саме в їхніх організмах утворюється нестатеве покоління паразита. Їхня кількість у проміжного хазяїна збільшується. Покинувши тіло молюска, личинка з м'язовим хвостом плаває у воді. Пізніше навколо них утворюється цисти, які осідають на прибережні рослини. Цикл повторюється, коли тварина споживає траву, на якій знаходиться циста. Вільні личинки з водою чи рослинністю потрапляють до хазяїв. Деяким з цих гельмінтів потрібні ще додаткові хазяї, переважно коропові риби.
Найпоширеніші гельмінти цієї групи:
- Clonorchis sinensis(інші мови) (китайський печінковий сисун) спричинює клонорхоз.
- Dicrocoelium dendriticum (ленцетниковий печінковий сисун) спричинює дікроцеліоз.
- Dicrocoelium hospes
- Fasciola hepatica (звичайний або овечий печінковий сисун) спричинює фасціольоз.
- Fascioloides magna (гігантський печінковий сисун)
- Fasciola gigantica
- Fasciola jacksoni
- Metorchis conjunctus
- Metorchis albidus
- Protofasciola robusta
- Parafasciolopsis fasciomorphae
- Opisthorchis viverrini (південноазійський печінковий сисун)
- Opisthorchis felineus (котячий печінковий сисун) спричинює опісторхоз.
- Opisthorchis guayaquilensis
- Opisthorchis noverca